# Falange de la mà

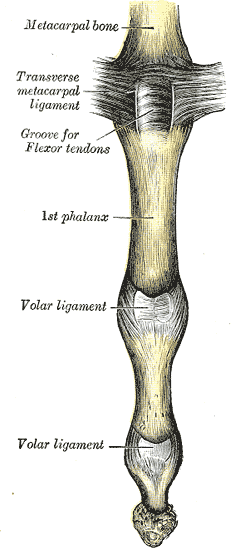
Les falanges d'un dit de la mà

Les falanges de la mà (phalanges digitorum manus) són les falanges dels dits de la mà.
Les falanges proximals s'articulen amb els respectius ossos metacarpians en la seva epífisi proximal, mentre que en la seva epífisi distal s'articulen amb les falanges mitjanes, excepte en el polze, on aquest os no existeix. Les falanges distals sols s'articulen en la seva epífisi proximal amb la respectiva falange mitjana o amb la respectiva falange proximal, en el cas del polze.